# Gold (film, 1932)

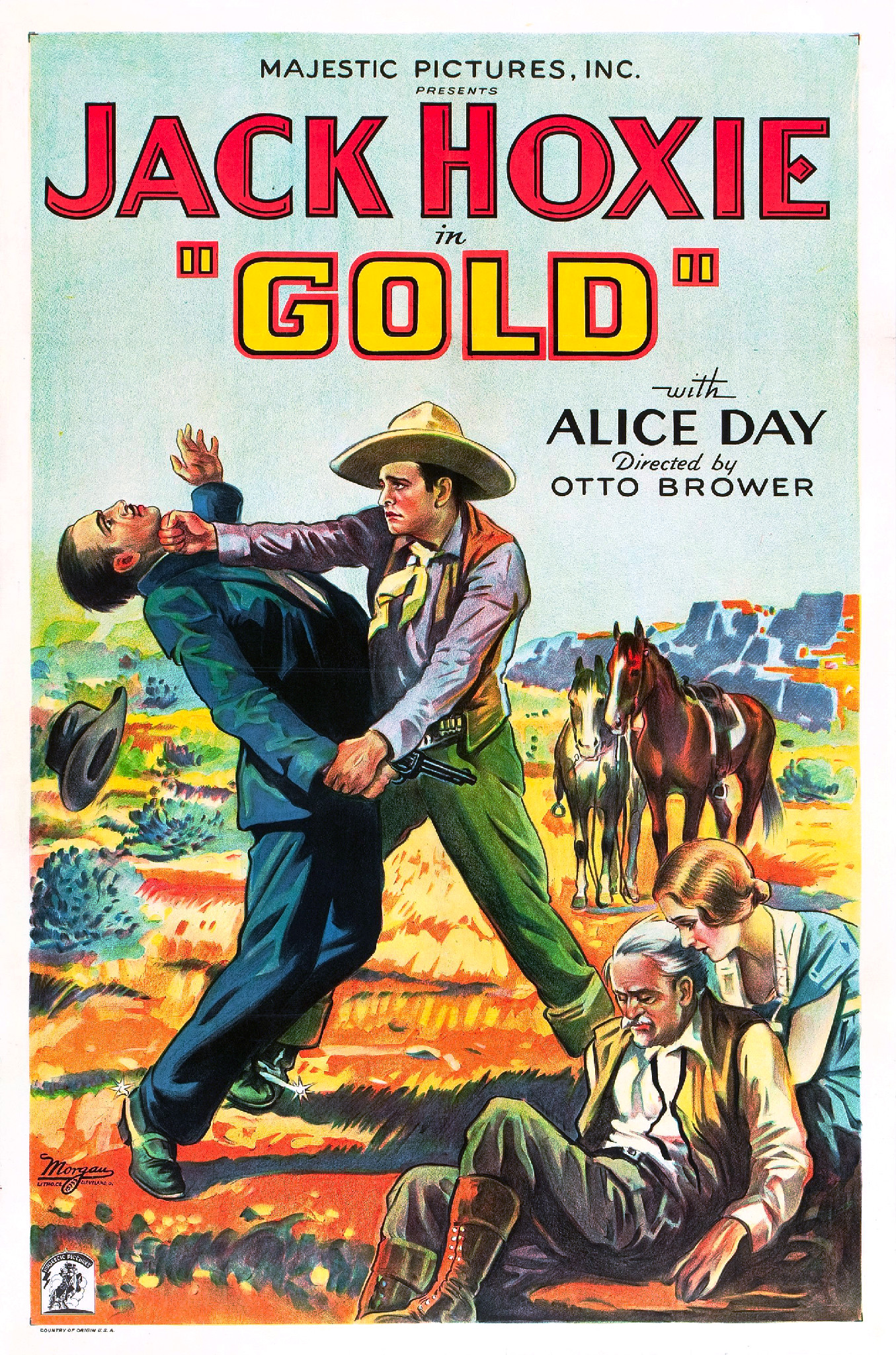
Affiche du film

Pour les articles homonymes, voir Gold.
Gold est un film américain réalisé par Otto Brower, sorti en 1932.

## Synopsis
Kramer exploite des mines d'or, qu'il rachète aux autres concessionnaires de mineurs, puis fais assassiner ses hommes de main, prenant à la fois l'argent et l'or. Lorsque Jack Tarrant, un cow-boy devenu prospecteur, apprend que Jeff Sellers, est la prochaine victime de l'escroquerie de Kramer, Tarrant décide de mettre fin au gang de Kramer une fois pour toutes.

## Fiche technique
- Réalisation : Otto Brower
- Scénario : Jack Natteford
- Production : Henry L. Goldstone
- Distributeur : Majestic Pictures (en)
- Genre : Western
- Photographie : Charles A. Marshall
- Musique : Lee Zahler (en)
- Montage : S. Roy Luby (en)
- Durée : 58 minutes[1]
- Date de sortie : 1932

## Distribution
- Jack Hoxie : Jack Tarrant
- Alice Day : Marion Sellers
- Hooper Atchley : Kramer
- Matthew Betz : l'homme de main Childress
- Lafe McKee : Jeff Sellers
- Jack Clifford : Elmer Sigmuller
- Tom London : le shérif
- Bob Kortman : l'homme de main sans moustache
- John Lowell : le barman